# 真田真帆
真田 真帆（さなだ まほ、1998年6月13日 - ）は日本の女優、グラビアアイドル。5人組アイドルユニット「カメトレ」の元メンバーである。
キープスマイリング所属。徳島県出身。身長159cm。血液型はB型。特技はアルトサックス。

## 来歴
2016年に妖精帝國の楽曲「DISORDER」のミュージックビデオに出演し、同年の夏には日曜劇場『仰げば尊し』にも出演。2017年には校庭カメラアクトレスのメンバーとしてデビュー。アイドルとしての活動も行った。
同年、実写映画『心が叫びたがってるんだ。』に出演。短編映画『Girls Night Out』では今城沙耶と共演し、第4回映画少年短編映画祭にて観客賞を受賞した。
2018年には一般社団法人日本ジュエリー協会のパールキャンペーン動画に出演。舞台『スリーアウト～プレイボール篇～』に出演。カメトレのメンバー4人（真田、森下、園田、今城）での共演を果たす。2019年には朗読劇『Greif』Vol.2、舞台『楽園の女王』にも出演した。
2020年、四国電力グループのCMに起用された。また、校庭カメラアクトレスの解散に伴いオフィス彩、アイエス・フィールドを退所し、女優活動に専念することとなった。2021年には映画『少女H』の主役として出演し、ブルーナイターエンジェルのメンバーとしても活動を行った。
2022年は主に舞台での活動を積極的に行い、女優の卵展にも参加。また、誕生日会、BBQ、クリスマス会といったイベントを開催し、ファンとの交流を深めた。
2023年4月より、キープスマイリングに所属。

## 人物
- カメトレの二代目リーダーを務める。
- 高校2年生のときに徳島から上京。上京する前から徳島でタレント養成スクールに通っていた[10]。
- 特技のアルトサックスは中学の頃の部活で始めたのがきっかけ[10]。
- アニメ、漫画が好きで週刊少年ジャンプを愛読している[11]。特にコジコジ、ラブライブ、約束のネバーランド、僕のヒーローアカデミアがお気に入り。
- AKB48、ももいろクローバーZのファンである[11][12]。
- 好きな食べ物はチョコレート。嫌いな食べ物はキュウリ、パクチー[11]。
- 好きなローマ字は "M"

## 出演

### テレビ
- 日経スペシャル カンブリア宮殿 爆速急拡大！「結果にコミット」の全貌ライザップビジネスは本物か？ (2018年2月8日, テレビ東京)[13]
  - 再現ドラマに女子高生役として出演。園田あいか、森下果音と共演。

### ラジオ
- 東京ネットラジオ 大人の部活動 (第9回放送 2017年5月20日 ON AIR)[14]
  - 今城沙耶と共に出演。
- 徳島YEGのあきないラジオ 第4回 2021年4月28日放送[15]

### ドラマ
- 日曜劇場『仰げば尊し』（2016年7月 - 9月、TBS）- 川西真帆 役[16]
- 24時間テレビスペシャルドラマ「時代をつくった男阿久悠物語」（2017年8月26日、日本テレビ） - 女子高生 役

#### Webドラマ
- 明日に向かって（2020年5月14日） - キコ役[17]
- 本命じゃないのは分かってた、けど（2023年1月13日、ポテトピクチャーズ）[18][19]
- 騙されてる。それでも好きだから…（2023年2月3日、ポテトピクチャーズ）[20][21]

### 映画
- Girls Night Out（2017年9月2日） - 主演・戸倉小花 役[22]
  - 第4回映画少年短編映画祭にて観客賞を受賞[3]

- 心が叫びたがってるんだ。（2017年7月22日、 アニプレックス） - 石川朱美 役
- わたしを見つけないで
- 少女H （2021年3月13日、徳島商工会議所青年部）- 天野うづき 役
  - #徳島ニューノーマル映画祭にて上映。[23]
- SHIKI NEXT（2022年）[24][25]
- 女優の卵展（2023年）[26][27]

### 舞台
- スリーアウト～プレイボール篇～ (2018年8月22日 〜 8月26日) - 唯 役[5][28][29]
- 朗読劇「Greif」Vol.2 (2019年4月25日 〜 4月28日、アイエス・フィールド)[30][31]
  - Aチームとして25日、27日、28日に出演。
  - 21日には個別撮影会が行われた。[32][33]
- 楽園の女王（2019年5月29日 - 6月4日、新宿シアターモリエール） - ゾーイ 役[34][35]
- 朗読劇「READING LIVE DREAM ～2020 in August～」（2020年8月） - 種田 役
- おぶちゃpresents 舞台「Bittersweet Flowers」（2021年11月） - 羽那生凛 役[36][37]
- 星の少年と月の姫（2022年1月）- ピピン 役[38]
- 即興コントステージValentine's Day公演（2022年2月13日）[39]
- Satorare～キミに届く、心の声～（2022年7月）[40]
- UTOPIA（2022年11月9日 - 11月13日、coconkukanunity）[41]
- LALL HOSTEL（2023年3月29日 - 4月2日、おぶちゃ）[42]
  - LALL HOSTEL -TOKYO & FUKUOKA-（2024年5月15日 - 26日、おぶちゃ）[43]
- ナナナナ-七夕の夜に-（2024年7月3日 - 7日、おぶちゃ）[44]
- ひとときの舞台「チャーリー」（2024年9月12日 - 16日）
- 舞台『アイオケミュージカル』 11人と戦う宮崎さん（2024年10月12日 - 14日）
- 五反田怪団 2024 秋（2024年11月16日、17日、23日、24日）
- 五反田怪団 2025 初夏（2025年6月6日 - 7日）

### ライブ
- The Little Birds Cafe LiveVol.1 （2021年4月10日）[45]
  - ほそいあずみ、ほろと共演し、いくつかのカバー曲を披露した。

### イベント
- まほとさやの部屋〜まほ お誕生日会〜（2022年6月11日）[46]
- 今城といっしょ〜真夏のBBQ編〜（2022年8月6日）[47]
- まほとさやの部屋〜クリスマス会〜（2022年12月18日）[48][49]
- おぶちゃ番外篇「LALL HOSTEL」～DVD完成記念イベント～（2023年7月1日）

### ミュージックビデオ
- 妖精帝國 / DISORDER[50]

### CM、プロモーション
- 一般社団法人日本ジュエリー協会 パールキャンペーン動画「二十歳の真珠（はたちのパール）」[4](2018年5月20日, 一般社団法人日本ジュエリー協会)
- 「17 Live」広告モデル (2018年4月24日, 株式会社17Media Japan)
- 四国電力グループCM[6][7]（2020年3月30日, 四国電力）
- 株式会社エスディセンターCM[51] (2021年6月17日, 四国放送)

### 配信
- ニコニコ生放送 「酔いどれ女子会～酔わなきゃ××できません♡～」4月生放送[52]
- ニコニコ生放送 「よろず喫茶～絵心～ 第3回　第1部」[53]

### スチール
- 「アソビュー！」岡山篇

## 書籍

### 写真集
- 足響-ashioto- 真田真帆 1st フォトブック（2020年12月5日）[54]

### 雑誌
- IDOL FILE Vol.16 BIKINI (2019年6月28日、シンコーミュージック・エンタテインメント)[55]
- FLASH 2020年3月24日号（2020年3月24日、光文社）[56]
- 週刊プレイボーイNo.52（2020年12月14日発売、集英社）[57]